# Ventura Profana
Ventura Profana (Bahia, 1993) é uma compositora, cantora evangelista, escritora, performer e artista visual brasileira. Teve uma vivência religiosa dentro da doutrina  da Igreja Batista, e atualmente  investiga as implicações do deuteronomismo no Brasil e em outros países através da difusão da doutrina neopentecostal.
A artista vê seu trabalho como um manifesto “a favor das vidas dissidentes, estranhas e monstruosas, reivindicando o direito de viver plenamente”.
Teve obras expostas em  Werkstatt Der Kulturen Berlin, na Alemanha, Sesc Pompéia, Museu de Arte da Pampulha, Valongo Festival, SP Arte, Capacete, Despina (RJ), Segunda Preta (MG), Teatro Espanca (MG), Centro Municipal de Arte Hélio Oiticica (RJ), Centro Cultural São Paulo (SP), Teatro Francisco Nunes (MG), Museu Nacional da República (DF), Dragão do Mar – Museu de Arte Contemporânea do Ceará (CE), e CAL – Casa de Cultura da América Latina (DF).
Publicou A cor de Catu, seu primeiro livro lançado no Sesc Palladium (Belo Horizonte) e participa da Antologia Jovem Afro, publicada pela Quilombhoje Literatura. Seu poema “Prepara Nem – Será essa a nossa última chance?” esteve inserido na programação do educativo da Bienal de SP , 2018. A artista ainda realizou  shows no La Mutinerie (Paris, França), Valongo Festival (SP), SP na Rua e Virada Cultural de São Paulo, Mamba Negra (SP), Galla On Fire (MG), 22ª Parada LGBT de Belo Horizonte (MG), MasterPlano (MG) e Circo Voador (RJ).

## Premiações
- Bolsa Pampulha, 2019 [2]
- Melhor Performance no Prêmio de Artes Cênicas Negras Leda Maria Martins, 2019 [4]
- Indicada ao prêmio Pipa Prize [4]